# .fi
fi. هو امتداد خاص بالعناوين الإلكترونية (نطاق) domain للمواقع التي تنتمي إلى فنلندا، وتتولاه منظمة فيكورا FICORA أو هيئة تنظيم الاتصالات الفنلندية.